# Anchastus testaceus
Anchastus testaceus is een keversoort uit de familie kniptorren (Elateridae). De wetenschappelijke naam van de soort is voor het eerst geldig gepubliceerd in 1932 door Fleutiaux.